# Jantschkifels
Der Jantschkifels, slowenisch Junčkove peči, ist ein 1368 m hoher Felsgipfel in der südlichen Koralpe. Er bildet das Dreiländereck der österreichischen Bundesländer Kärnten und Steiermark mit der Republik Slowenien.

## Lage und Landschaft
Der Jantschkifels liegt im südlichsten, etwas eigenständigen Massiv der Koralpe, dem Hühnerkogel (Košenjak, 1522 m), im Kamm ostwärts zum Kozji Vrh (1383 m).
Östlich liegt das steirische Laaken, nördlich hinter dem Tal der Feistritz (Mučka Bistrica) Soboth, beide Gemeinde Eibiswald. Westlich liegt das kärntnerische St. Magdalena (Magdalensberg) in der Gemeinde Lavamünd am Soboth-Pass, das Gebiet gehört zur Katastralgemeinde Lorenzenberg. Direkt südlich liegt schon im Drautal das slowenische Kozji Vrh nad Dravogradom, Gemeinde Dravograd (Unterdrauburg) in der Koroška.
Der Gipfelfels stellt sich als relativ unscheinbare Felsformation in der Art der Koralm-Öfen dar – so auch der slowenische Name peč ‚Ofen‘, also ‚Fels‘ oder ‚Höhle‘, deutsch entlehnt Pötsche.
Der Felsen selbst bildet nicht exakt das Ländereck, auf ihm steht der Grenzstein XV/12 an der kärtnerisch-slowenischen Grenze, das eigentliche Dreiländereck ist der Stein XV/9 150 m östlich unterhalb. Dieser ist dann auch der östlichste Punkt Kärntens.

## Geologie
Das Gebiet bildet sich aus Granatglimmerschiefer, der sich von der Hauptmasse des Koralpenkristallins absetzt. Dieser wird zur Plankogelserie der Saualpe und der östlichen Gurktaler Alpen gerechnet.

## Natur und Erschließung
Slowenischerseits ist die Felsformation als Naturwert (Lokalni naravne vrednot Nr. 7363) ausgewiesen.
Das Gebiet gehört zum steirischen Landschaftsschutzgebiet Soboth–Radlpass (03), dem slowenischen Gebiet von Naturwert Košenjak–Kozji vrh (7330) und dem Ökologisch bedeutenden Gebiet (Ekološko pomembna območja) Košenjak (43500). Außerdem gehört es zum ausgewiesenen Lebensraum des Braunbären (Življenjsko območje medveda).
Über den Kamm führt ein Wanderweg, der zum Südalpenweg (österreichischer Weitwanderweg 03) und Grenzpanoramaweg gehört. Er wechselt hier mehrfach die Grenze und führt von Laaken über die Bergkapelle Sveti Urban (1328 m) – Jantschkifels – Hühnerkogel nach Lorenzenberg. Eine neuere Wegmarkierung läuft alternativ nördlich etwas unterhalb vorbei. Zustiege sind allseits über zahlreiche Forstwege möglich.